# Aptinus merditanus merditanus
Aptinus merditanus merditanus é uma subespécie de carabídeo, pertencente à espécie A. merditanus, com distribuição restrita aos Bálcãs.

## Distribuição
A subespécie tem distribuição na Albânia, Grécia, Macedônia e Sérvia.